# България на летните олимпийски игри 2008
България участва на олимпиадата в Пекин със 71 спортисти.

## Медалисти
| Медал          | Име              | Спорт   | Дисциплина                                  |
| -------------- | ---------------- | ------- | ------------------------------------------- |
| Златен медал   | Румяна Нейкова   | Гребане | Едноместен скиф                             |
| Сребърен медал | Станка Златева   | Борба   | Свободна борба -72 kg                       |
| Бронзов медал  | Явор Янакиев     | Борба   | Класическа борба (гръко-римски стил) -74 kg |
| Бронзов медал  | Радослав Великов | Борба   | Свободна борба -55 kg                       |
| Бронзов медал  | Кирил Терзиев    | Борба   | Свободна борба -74 kg                       |

## Участници

### Стрелба с лък– 1
- Даниел Павлов – 70 м / 72 стрели, 70 м/12 стрели

### Лека атлетика– 16
- Даниела Йорданова (1500 м.)
- Добринка Шаламанова (3000 м. пр.)
- Ивет Лалова (100 м., 200 м.)
- Десислав Гунев (100 м)
- Илиян Ефремов (овчарски скок)
- Инна Ефтимова (100 м.)
- Момчил Караилиев (троен скок)
- Спас Бухалов (овчарски скок)
- Румяна Карапетрова (копие)
- Кольо Нешев (копие)
- Цветелина Кирилова (400 м. пр.)
- Николай Атанасов (скок на дължина)
- Тезджан Наимова (100 м.,200 м.)
- Гита Додова (троен скок)
- Георги Иванов (гюле)
- Венера Гетова (диск)

### Бадминтон– 1
- Петя Неделчева

### Бокс– 2
- Борис Георгиев – 64 кг
- Кубрат Пулев – +91 кг

### Тенис– 1
- Цветана Пиронкова

### Стрелба– 4
- Мария Гроздева – 25 м пистолет, 10 м пневматичен пистолет
- Таню Киряков -

- 50 м пистолет
- 10 м пневматичен пистолет – 10 място в квалификациите с 580 точки
- Ирена Танова – 25 м пистолет, 10 м пневматичен пистолет
- Десислава Балабанова

- 50 м пушка 3 х 20
- 10 м пневматична пушка – 26 място в квалификациите с 393 точки

### Кану-Каяк– 2
- Аднан Алиев – 500 м и 1000 м С2
- Деян Георгиев – 500 м и 1000 м С2

### Колоездене– 2
- Даниел Петров – шосе масов старт
- Евгени Балев – шосе масов старт

### Художествена гимнастика– 8
- Симона Пейчева – индивидуално
- Елизабет Паисиева – индивидуално
- Ансамбъл (Зорница Маринова, Йоанна Тачева, Йолита Манолова, Мая Пауновска, Татяна Тонгова, Цвета Кусева)

### Спортна гимнастика – 2
- Йордан Йовчев – земя и халки
- Николина Танкушева – многобой

### Гребане– 3
- Румяна Нейкова – скиф
- Иво и Мартин Янакиеви – двойка скул

### Ветроходство– 1
- Ирина Константинова – уиндсърфинг

### Плуване– 4
- Михаил Александров (100 и 200 м. бруст, 200 м съчетано плуване)
- Георги Палазов (100 и 200 м. бътерфлай)
- Петър Стойчев (1500 м и 10 км)
- Нина Рангелова (200 м. св.стил)

### Волейбол– 12
- Мъжки национален отбор по волейбол на България (Андрей Жеков, Иван Тасев, Евгени Иванов, Христо Цветанов, Красимир Гайдарски, Владимир Николов, Боян Йорданов, Матей Казийски, Пламен Константинов, Тодор Алексиев, Костадин Стойков, Теодор Салпаров; треньор: Мартин Стоев)

### Вдигане на тежести
Няма участници поради наличие на допинг в българските състезатели.

### Борба– 12
- Армен Назарян – класически стил, 60 кг
- Божидар Бояджиев – свободен стил, 120 кг
- Венелин Венков – класически стил, 55 кг
- Елина Васева – 63 кг
- Иван Иванов – класически стил, 120 кг
- Калоян Динчев – класически стил, 96 кг
- Кирил Терзиев – свободен стил, 74 кг
- Николай Гергов – класически стил, 66 кг
- Радослав Великов – свободен стил, 55 кг
- Серафим Бързаков – свободен стил, 66 кг
- Станка Златева -72 кг
- Явор Янакиев – класически стил, 74 кг